# جنگ‌افزار

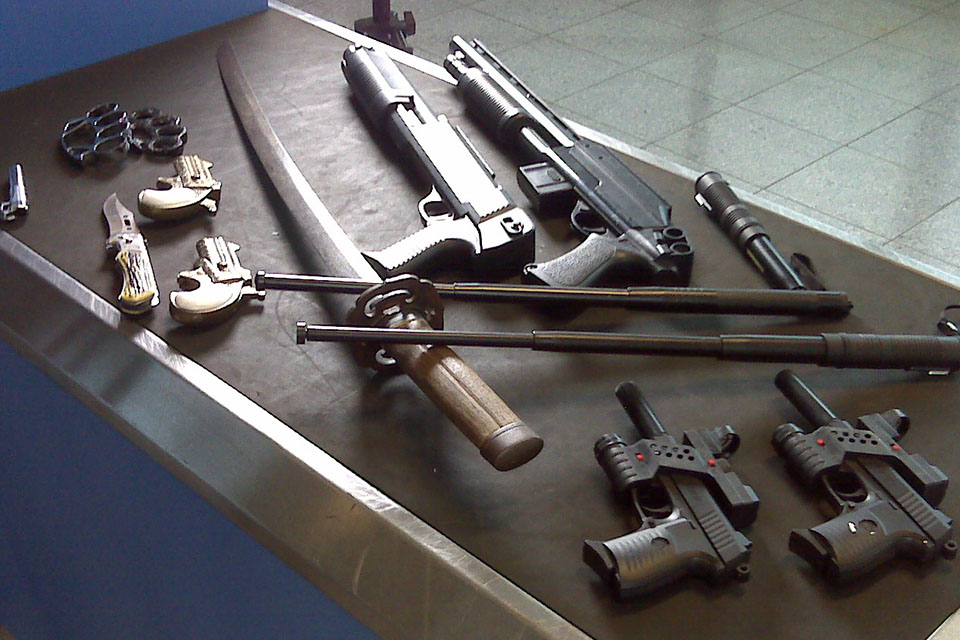
گونه‌هایی از جنگ‌افزار

جَنگ‌اَفزار وسیله‌ای است که برای کشتار و تخریب به‌کار می‌رود. از برخی سلاح‌ها برای کاربردهای غیرنظامی مانند ورزش، تفریح و شکار نیز استفاده می‌شود. اسلحه برای افزایش تأثیر و دقت در عمل جنگاوری و شکار، اعمال قانون و دفاع شخصی استفاده می‌شود. در مواردی ممکن است به هر چیزی که باعث برتری در موقیعت‌های استراتژیک، روحی، روانی و اقتصادی و… نسبت به حریف یا دشمن می‌شود، سلاح گفته شود.
دربرخی موارد، چیزهایی مثل چوب، وسیله نقلیه و بطری می‌توانند به عنوان اسلحه کاربرد داشته باشند، اسلحه‌های ساده مثل تبر، چماق و شمشیر از این دست هستند. با پیشرفت صنایع و دستاوردهای بشری سلاح‌هایی با ساختار پیچیده‌تر پا به عرصه وجود گذاشتند. سلاح‌های گرم، تانک، موشک بالستیک قاره‌پیما، سلاح‌های بیولوژیک و سلاح‌های سایبری از جملهٔ این دستاوردها در این عرصه هستند. چیزهایی مانند ویروس یا میکروب‌های آزمایشگاهی که ماهیت کاربردی به عنوان سلاح ندارند می‌تواند با دستکاری به عنوان سلاح استفاده شوند.

## پیشینه
بهرام چوبین سردار ایرانی دورهٔ ساسانی، هنگام بازدید از محل فوران نفت خام در ناحیه بادکوب (باکو) با توجه به قدرت اشتعال‌زایی این ماده، بر آن شد تا نوعی جنگ‌افزار ساخته شود و این کار را به مهندسان ارتش ایران واگذار نمود. در مدتی کم‌تر از یک سال، پیکانی ساخته شد شبیه به موشک‌های امروزی که حامل گوی دوکی شکلی بود که به نفت خام آغشته شده بود و از روی تخته‌ای که بر پشت قاطر قرار داشت با کشیدن زه پرتاب می‌شد. این دستگاه از یک زه (رودهٔ خشک شده) و چوب گز ساخته شده بود که بر تخته سوار می‌شد و دارای ضامن بود که دارای پنج خدمتکار بوده‌است که دو نفر از آن‌ها کمانکش بودند و نفر سوم نشانه‌گیری می‌کرده است. نفر چهارم مسئول افروختن بخش آغشته به نفت خام بوده و نفر پنجم قاطر را نگه می‌داشته است.

## طبقه‌بندی جنگ‌افزارها
جنگ‌افزار متعارف
- جنگ‌افزار سرد
- جنگ‌افزار انفرادی (شمشیر، خنجر، تیر و کمان، ...)
- جنگ‌افزار جمعی (منجنیق)
- جنگ‌افزار گرم
  - انفرادی (سلاح کمری، تفنگ، نارنجک‌انداز، ...)
  - جمعی (توپ، تانک، هواپیمای جنگی، ...)
  - رباتیک (هوش مصنوعی ، کنترل از راه دور)
  - سیستم جنگ‌افزار متعارف

جنگ‌افزار نامتعارف
- جنگ‌افزار شیمیائی
- جنگ‌افزار میکروبی
- جنگ‌افزار هسته‌ای
- جنگ‌افزار سمی